# Heringia punctipennis
Heringia punctipennis är en tvåvingeart som först beskrevs av Becker 1921.  Heringia punctipennis ingår i släktet gallblomflugor, och familjen blomflugor. Inga underarter finns listade i Catalogue of Life.